# Dhoom (film)
Série
Dhoom 2
(2006)
Pour plus de détails, voir Fiche technique et Distribution.
Dhoom est un film d'action indien en langue hindi de 2004 réalisé par Sanjay Gadhvi et produit par Aditya Chopra, qui a écrit l'histoire sur un scénario de Vijay Krishna Acharya, sous Yash Raj Films. Le film met en vedette Abhishek Bachchan, John Abraham, Uday Chopra, Esha Deol et Rimi Sen. C'est le premier volet de la franchise Dhoom. La cinématographie et le montage ont été assurés par Nirav Shah et Rameshwar S. Bhagat, tandis que la bande-son et la musique ont été composées respectivement par Pritam et Salim-Sulaiman.
Dhoom est le premier film d'action produit par Yash Raj Films depuis Vijay de Yash Chopra. Le film tourne autour d'une bande de voleurs à moto, dirigée par Kabir (John Abraham), qui commet des vols à Mumbai, tandis qu'un policier Jai Dixit (Abhishek Bachchan) et un concessionnaire de motos Ali Akbar Fateh Khan (Uday Chopra) sont chargés d'arrêter Kabir et son gang.
Dhoom est sorti le 27 août 2004 et a reçu des critiques mitigées de la part des critiques, avec des éloges pour ses performances, ses séquences d'action et sa bande-son, mais des critiques pour son scénario et il a été comparé négativement à d'autres franchises hollywoodiennes comme Fast and Furious, Death Race et Ocean's. Le film est devenu un succès commercial en rapportant plus de 290 millions de roupies (3,5 millions de dollars américains) en Inde, devenant ainsi le troisième film indien le plus rentable de 2004. Il a également atteint le statut de culte au fil des ans depuis sa sortie.
Lors de la 50e édition des Filmfare Awards, Dhoom a reçu 6 nominations, dont celles du meilleur film, du meilleur méchant (John Abraham) et du meilleur directeur musical (Pritam), et a remporté 2 prix – Meilleur montage et Meilleure conception sonore.
Le film a donné naissance à une série de films avec ses suites intitulées Dhoom 2 et Dhoom 3, où Abhishek Bachchan et Uday Chopra reprennent leurs rôles de Jai Dixit et Ali Akbar Khan.

## Synopsis
La police de Bombay (Mumbai) doit faire face à un gang qui, après chaque braquage, s'enfuit sur des motos surpuissantes. Ali Akbar Fateh Khan, un revendeur de motos débrouillard et sans scrupules, est rapidement soupçonné. Mais alors qu'il est interrogé par Jai Dixit, l'assistant du commissaire, un nouveau braquage est perpétré. Jai propose de fermer les yeux sur les combines de Ali si celui-ci consent à mettre à la disposition de la police ses talents de motard pour arrêter le gang. Après un nouveau braquage réussi, Kabir, le chef du gang, contacte Jai pour le provoquer.

## Fiche technique
- Titre original : Dhoom
- Langues : Hindi, Anglais
- Réalisateur : Sanjay Gadhvi
- Scénario et dialogues : Vijay Krishna Acharya
- Pays :  Inde
- Société de production : Yash Raj Films
- Société de distribution : StudioCanal UK, Yash Raj Films et Netflix
- Dates de sortie :
  -  Inde : 27 août 2004
  -  France : 10 septembre 2004
  -  Royaume-Uni : 15 septembre 2004
- Genre : Action
- Musique : Pritam
- Paroles : Sameer
- Producteur : Aditya Chopra
- Durée : 124 min

## Distribution
- Abhishek Bachchan : Jai Dixit
- Uday Chopra : Ali Akbar Fateh Khan
- John Abraham : Kabir
- Esha Deol : Sheena
- Rimi Sen : Sweety Dixit
- Mehul Bhojak
- Rohit Chopra
- Palash Dutta
- Amir Farid
- Manoj Joshi
- Sanjay Keni
- Ajay Padhe
- Sanjay M. Singh

## Musique
Le film comporte quatre chansons : Dhoom Machale, Shikdum, Dilbara, Salaame. Le générique de fin (Dhoom Dhoom, version remixée de Dhoom Machale) est chanté par Tata Young.

## Récompenses
- Dhoom a obtenu deux Filmfare Awards :
  - Meilleur montage (Rameshwar S. Bhagat)
  - Meilleur son (Dwarak Warrier)

## Autour du film
- Aditya Chopra, le producteur, a conçu la trame principale de Dhoom après avoir visionné Kaala Patthar, un film de 1979 dans lequel a joué Amitabh Bachchan, le père de Abhishek. « Dhoom Machale » est une adaptation de « Dhoom Machale Dhoom », une chanson extraite de Kaala Patthar.
- Dhoom 2, la suite du film, est sorti en 2006.